# Derecho socialista
Derecho socialista, en sentido estricto o restringido, es la denominación de los diferentes sistemas jurídicos establecidos en los estados socialistas, conocidos también bajo la denominación de "socialismo real" o países comunistas. En sentido amplio, el mismo término designa a los ordenamientos jurídicos o leyes características que acompañan la doctrina política del socialismo, en sus diferentes vertientes. 

## Derecho socialista en sentido amplio
Dentro del derecho socialista en sentido amplio se incluyen ramas, instituciones y principios jurídicos que, en muchos casos se han integrado a los sistemas jurídicos de los países capitalistas, como el llamado "derecho obrero" y los derechos de los trabajadores, el principio pro operario, el derecho sindical, la contratación colectiva, la responsabilidad objetiva patronal en los accidentes de trabajo, la noción de justicia social, el constitucionalismo social y los derechos humanos de segunda generación, el derecho económico social de mercado, la cogestión obrero-empresarial y la autogestión obrera de las empresas, las normas sobre nacionalización, estatización y expropiación de empresas, etc. También el derecho cooperativo está fuertemente ligado al derecho socialista en sentido amplio.

## Derecho socialista en Cuba
Dentro del derecho socialista en sentido restringido se incluyen los principios y sistemas jurídicos establecidos en los estados socialistas, conocido también como "socialismo real", o simplemente comunistas. En general, todos los sistemas jurídicos conocidos sancionados por estados socialistas, adoptaron el sistema de derecho continental, el de mayor aceptación mundial, caracterizado por basarse en la ley, antes que en las decisiones de los jueces. Con variadas modificaciones, todos los sistemas jurídicos adoptados por los países socialistas, se inspiran en la ideología marxista-leninista.
Mientras que los sistemas jurídicos continentales capitalistas, tradicionalmente han puesto gran interés en proteger la propiedad privada, especialmente de los activos productivos y financieros, a través de detalladas regulaciones de los modos de adquirir, transmitir y perder la titularidad, los sistemas jurídicos socialistas se concentran en la regulación de la propiedad de los medios de producción, de modo tal que los mismos estén orientados al bienestar público, sea estableciendo la titularidad estatal, comunitaria, autogestionada, e incluso privada, según el sistema específico de qué se trate. La mayoría de los sistemas jurídicos socialistas establecen subsistemas especiales para la propiedad y gestión de la tierra, adoptando en muchos casos sistemas cooperativos o comunitarios, como en el caso de los koljoses soviéticos o las comunas populares chinas.
Un error habitual es la creencia generalizada de que en el derecho socialista no existe la propiedad privada. Todos los sistemas instituyen el concepto de propiedad personal sobre los bienes no productivos, y en algunos casos también sobre bienes productivos y empresas, incluso de gran tamaño, como sucede con el derecho chino comunista moderno.
El derecho socialista también se caracteriza por adoptar instituciones laborales específicas, como el estajanovismo en la Unión Soviética durante el gobierno de José Stalin, o el trabajo voluntario establecido en Cuba a instancias de Che Guevara.
Antes del fin de la Guerra Fría, el Derecho socialista era comúnmente incluido dentro de los principales sistemas jurídicos del mundo. Sin embargo, diversos autores contemporáneos no lo consideran como tal, debido a las semejanzas con el sistema de Derecho continental y por el hecho que actualmente no es utilizado en forma extensa —tras la caída de la mayoría de los estados socialistas—.

### Derecho soviético
El primer sistema de derecho socialista en aparecer, fue el derecho soviético, elaborado teórica y prácticamente por los legisladores y juristas de la Unión Soviética, a partir de la Revolución rusa de 1917. Entre los juristas más destacados del derecho soviético se encuentran Pēteris Stučka, Evgeny Pasukanis, Andréi Vyshinski, entre otros.
El derecho soviético sirvió como base para el desarrollo de los sistemas jurídicos de los subsiguientes países comunistas. Sin embargo, en muchos casos, los mismos se apartaron considerablemente del derecho soviético, formando sistemas claramente diferenciados, como sucedió claramente en China y en Yugoslavia.
Es de gran importancia enfatizar en este sistema jurídico socialista, ya que muchos autores contemporáneos creían que era el modelo ejemplar que seguir para alcanzar valores, justicia y sobre todo igualdad.

### Derecho chino socialista
El sistema jurídico chino socialista, sobre todo desde las reformas jurídico-económicas realizadas a partir de 1978, tiene características muy particulares. Por un lado, es heredero de uno de los sistemas jurídicos más antiguos del mundo, el sistema jurídico imperial chino, caracterizado por su severidad penal y la amplia libertad brindada a los jueces, similar en este aspecto al common law anglosajón. Por otro lado el sistema socialista de mercado adoptado por China, ha llevado al desarrollo de una legislación garantista de las inversiones, en base al principio de la equity del derecho anglosajón.
Históricamente, el derecho chino estuvo fundado en la tensión entre el fa (ley escrita) y el li (rito). Esta dinámica, postergada durante las primeras décadas del estado comunista, ha resurgido después de las reformas de 1978.
Los rasgos generales del sistema jurídico chino comunista moderno "se caracterizan por tender a proteger al sujeto fuerte, frente al débil, buscando hacer primar la eficacia en los negocios". El sistema jurídico patrimonial chino se basa en la propiedad colectiva de los medios de producción, pero a la vez garantiza las inversiones privadas y establece un derecho de usufructo sobre las mismas por un plazo de 70 años, que también puede ser objeto de sucesión. En 1999, una reforma constitucional, reconoció formalmente el derecho de propiedad en la economía, a la vez que estableció un derecho al usufructo de la tierra por períodos mínimos de 30 años, para los campesinos.
China posee también un muy eficiente y severo sistema de penalización de la corrupción, en el que el Partido Comunista actúa como poder judicial. La constitución vigente es la sancionada en 1954 con 31 enmiendas incluidas en 1982. Adopta un sistema demócrático parlamentario en el que el poder radica en el pueblo, representado en el parlamento nacional, llamado Congreso del Pueblo. El partido político mayoritario y dominante es el Partido Comunista, existiendo también ocho partidos legales minoritarios.
La necesidad de seguridad jurídica derivada de las reformas de la década de 1980, llevaron a una revalorización y fortalecimiento del poder judicial y de la profesión de abogado. Estos últimos están organizados en una asociación nacional llamada Abogados de Toda China que agrupaba en 2006, a unos 120.000 abogados, que reciben una remuneración fija. En el proceso penal los jueces deben atenerse estrictamente a la ley, en tanto que en el proceso civil, los jueces están habilitados para hacer uso de la analogía.

### Derecho cubano comunista
En Cuba el derecho, si bien inspirado en ideas de raigambre marxista-leninista, a diferencia de otros Estados otrora del "socialismo real", conserva una fuerte raigambre continental. Las razones de ello radican básicamente en factores de orden cultural, por los cuales la academia y la actividad legislativa se resistió fuertemente a la incorporación de los esquemáticos conceptos jurídicos soviéticos, logrando de algún modo una suerte de imbricación entre las estructuras formales del sistema de derecho romano-francés, con las tesis y categorías propias del derecho soviético, los cuales ingresan a la academia cubana por medio de los estudios doctorales en la Universidad Lomonósov de Moscú. Se establece la propiedad estatal sobre los medios principales de producción, sin embargo luego del colapso soviético el país se vio obligado a adoptar formas capitalistas de propiedad como la mixta en la que la propiedad privada se encuentra mimetizada mediante un sistema de sociedad anónima. Además siempre se ha garantizado el derecho a la propiedad personal que es una varienta a menor escala de la propiedad privada, existe la libertad de culto aunque todas las escuelas son laicas y están prohibidas las actividades religiosas en estos centros aunque se permiten procesiones y cultos en todo el país. 
A tono con la Constitución de 1976, las elecciones son cada cinco años y el presidente es elegido de manera indirecta como en muchos países incluso capitalistas como Estados Unidos, el proceso comienza con las elecciones de los precandidatos en reuniones en el barrio en las cuales participan todos los mayores de 16 años en este momento el voto es público. Una vez elegidos los candidatos para los diferentes niveles (provincial y nacional) cada cinco años y (municipal) cada dos años y medio; se someten al voto popular que es universal, libre y secreto,  los candidatos electos a la Asamblea Nacional se reúnen en sesión pública y eligen de entre ellos al Consejo de Estado encabezado por un Presidente, un Primer Vicepresidente y cinco Vicepresidentes, que constituyen la máxima dirección estatal de la República, ya que el Parlamento se reúne sólo dos veces al año. Con la nueva Constitución de 2019 este sistema sufrió cambios, pues se crea el puesto de Presidente de la República, aunque su elección sigue siendo indirecta, y las elecciones locales se amplían a 5 años igual que las generales, entre otras modificaciones como la creación del cargo de Gobernador y los intendentes, para provincia y municipio, respectivamente. Vale destacar que aunque existe el Partido Comunista que es el único legalizado, este tiene prohibido hacer campaña o proponer candidatos a ninguna instancia del gobierno, sin embargo constituyen la inmensa mayoría en el legislativo debido a que en las reuniones de vecinos son propuestos constantemente por el pueblo por sus "méritos y condiciones". Existen en la Asamblea Nacional diputados que no son miembros del Partido Comunista aunque son minoría.